# 齊尼亞山
62°35′05.1″S 59°54′54.8″W / 62.584750°S 59.915222°W

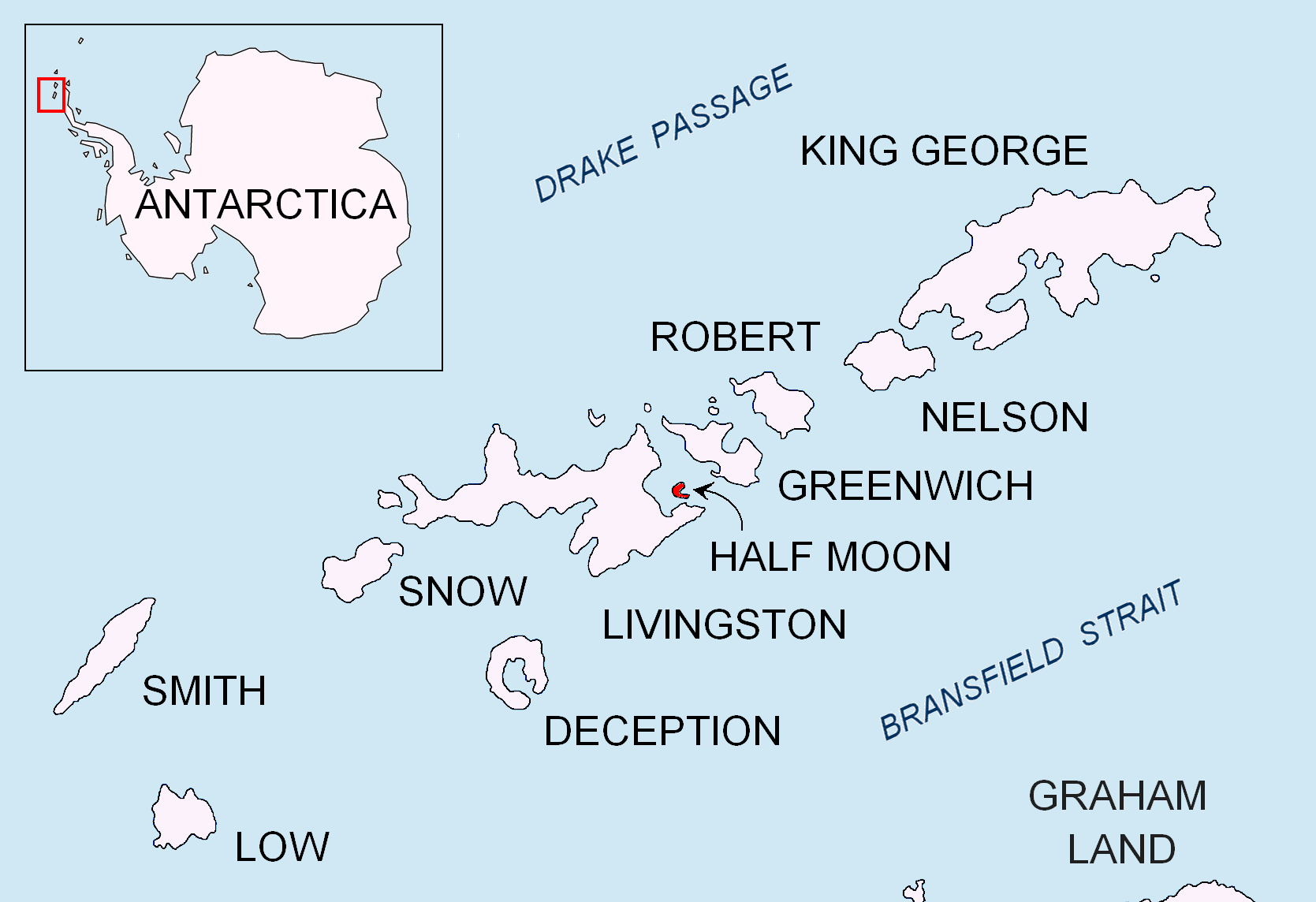

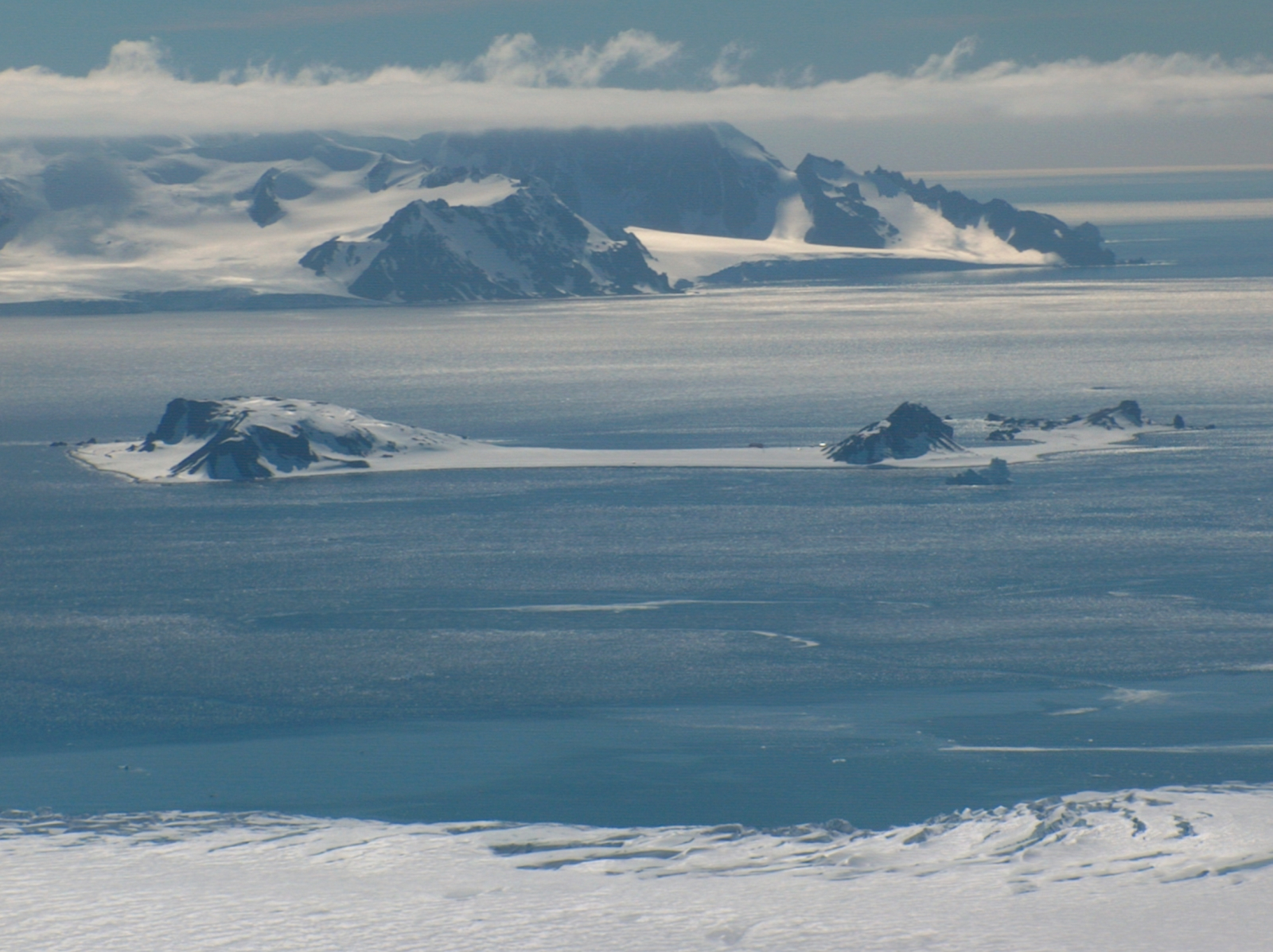

齊尼亞山是南極洲的山峰，位於南設得蘭群島的半月島東北端，海拔高度96米，處於加布里埃爾山東北面0.69公里、愛丁堡山東南面7.03公里、特賴安格爾角西南面7.88公里和埃夫賴姆崖西南面10.46公里。

## 外部連結
- Cesar Garcia Esponda, Nestor Coria & Diego Montalti. Breeding birds at Half Moon Island, South Shetland Islands, Antarctica, 1995/96. （页面存档备份，存于） Marine Ornithology, 2000, 28, pp. 59–62.